# Gina Gil (cantante)
Gina Gil (Beni, Bolivia) es una cantante de música cristina y folclórica boliviana. 

## Biografía
Nació en el Departamento del Beni, en sus inicios interpretaba solo música folclórica de su natal departamento, dando a conocer al resto de su país la música típica beniana. 
Gina Gil en su país ha sido una de las intérpretes femeninas más reconocidas con distintas premiaciones. A nivel nacional, ha realizado una serie de giras de conciertos en las principales ciudades bolivianas como Sucre, la capital, La Paz, Cochabamba, Oruro y Santa Cruz de la Sierra.
La cantante se casó con Fernando Torrico, un reconocido cantante y músico, exintegrante de los Kjarkas y Tupay. Ambos, convertidos al cristianismo evangélico, formaron el dúo musical llamado Latidos, en la que se han dedicado a interpretar alabanzas o música cristina. Con su esposo Fernando, ha realizado giras de conciertos a nivel internacional en países como Ecuador, Colombia, Brasil, Bolivia, España e Inglaterra. 
Con tres discos y nominaciones, han sido galardonados a dos premios de la música cristiana a cuestas.
Actualmente, Gina con su esposo Fernando radican en los Estados Unidos.